# 孟光 (動力學家)
孟光，教授，力学专家，中国力学学会会士。任中华人民共和国教育部第四批"长江学者"特聘教授，曾获得国家科技进步奖二等奖1项，教育部自然科学奖一等奖和技术发明奖一等奖。